# Dorino Serafini
Teodoro Serafini, més conegut com a Dorino Serafini   (Pesaro, 22 de juliol de 1909 - Pesaro, 5 de juliol de 2000), va ser un pilot de moto i de curses automobilístiques italià que va arribar a disputar curses de Fórmula 1. Va ser Campió d'Europa de motociclisme en 500cc l'any 1939 amb una Gilera.

## A la F1
Va debutar a la setena cursa de la història de la Fórmula 1 disputada el 3 de setembre del 1950, el GP d'Itàlia, que formava part del campionat del món de la temporada 1950 de F1 (era l'última cursa de la temporada).
Dorino Serafini no va participar en cap més cursa puntuable pel campionat de la F1, encara que si va córrer diverses proves no puntuables per la F1.

## Resultats a la F1
| Any  | Equip            | Xassís  | Motor   | 1   | 2   | 3   | 4   | 5   | 6   | 7      | Posició | Punts |
| ---- | ---------------- | ------- | ------- | --- | --- | --- | --- | --- | --- | ------ | ------- | ----- |
| 1950 | Scuderia Ferrari | Ferrari | Ferrari | GBR | MON | 500 | SUI | FRA | BEL | ITA 2* | 13è     | 3     |

(*) Cotxe compartit amb Alberto Ascari.

### Resum
| Curses: | Victòries: | Pòdiums: | Poles: | Voltes ràpides: | Punts: |
| ------- | ---------- | -------- | ------ | --------------- | ------ |
| 1       | 0          | 1        | 0      | 0               | 3      |